# Бородянська волость
Бородянська волость — адміністративно-територіальна одиниця Київського повіту Київської губернії.
Станом на 1886 рік складалася з 14 поселень, 13 сільських громад. Населення — 8870 осіб (4471 чоловічої статі та 4399 — жіночої), 932 дворових господарства.
|                     | Площа, десятин | У тому числі орної, десятин |
| ------------------- | -------------- | --------------------------- |
| Сільських громад    | 11109          | 6783                        |
| Приватної власності | 32094          | 3606                        |
| Казенної власності  | —              | —                           |
| Іншої власності     | 166            | 113                         |
| Загалом             | 43369          | 10502                       |

Основні поселення волості:
- Бородянка — колишнє власницьке містечко при річці Здвиж за 50 верст від повітового міста, 1599 осіб, 219 дворів, православна церква, католицька каплиця, єврейська синагога, молитовний будинок, 8 постоялих будинків, 5 лавок, 2 водяних та вітряний млин. За 11 верст — дігтярний завод. За 18 верст — смоляний завод.
- Дружня — колишнє власницьке село, 907 осіб, 112 дворів, православна церква, школа, постоялий будинок, школа, водяний та 2 вітряних млина, винокурний завод.
- Загальці — колишнє власницьке село при ярові Гало, 1000 осіб, 114 дворів, православна церква, постоялий будинок.
- Мирча — колишнє власницьке село при річці Мирча, 290 осіб, 31 двір, водяний млин, склозавод.
- Нова Гребля — колишнє власницьке село при річці Здвиж, 618 осіб, 59 дворів, постоялий будинок.
- Шибене — колишнє власницьке село при річці Здвиж, 929 осіб, 114 дворів, православна церква, школа, постоялий будинок, 2 водяних млини, смоляний завод.

Старшинами волості були:
- 1909—1915 роках — Прокіп Тарасович Кириленко[2],[3],[4],[5],[6].